# Théhillac

Théhillac este o comună în departamentul Morbihan, Franța. În 1 ianuarie 2022 avea o populație de 610 de locuitori.